# Morelos I
El Morelos I fue el primer satélite de comunicaciones mexicano. Construido y puesto en órbita bajo contrato dado por la Secretaría de Comunicaciones y Transportes al Grupo de Espacio y Comunicaciones de Hughes. Fue lanzado en Cabo Cañaveral en el transbordador espacial Discovery de la NASA, el 17 de junio de 1985 a las 07:33 UTC.
Entrando en órbita geoestacionaria el 17 de diciembre de 1985.
Formó parte de una serie de satélites de comunicaciones mexicanos Morelos y actualmente es basura espacial inubicable.

## Especificaciones
- Tipo de satélite: comunicación
- Modelo: Hughes HS-376.
- Longitud desplegado en órbita: 6,58 m
- Diámetro: 2,2 m
- Peso en operación: 512.0 kg
- Elementos principales: cuatro motores de hidracina con 132 kg de combustible para un tiempo de vida de servicio de 9 años. Estable mediante rotación.
- Cobertura: el territorio mexicano.
- Servicios: telefonía, datos, televisión.
- Lanzamiento: 17 de junio de 1985 durante la misión STS-51-G del transbordador espacial Discovery.
- Posición orbital: 113.5° Oeste
- Órbita: lanzado mediante un motor PAM-D2 transferido a una órbita geoestacionaria ecuatorial.
- Otros nombres: Morelos-A, 15824